# Thierry Etouayo
Thierry Etouayo (ur. 29 lipca 1977) – kongijski piłkarz grający na pozycji bramkarza.

## Kariera klubowa
Karierę piłkarską Etouayo rozpoczął w klubie Kotoko de Mfoa. W jego barwach zadebiutował w 1996 roku w pierwszej lidze kongijskiej. Grał w nim do 1998 roku. Następnie przeszedł do ASEC Mimosas. W 1999 roku zdobył Puchar Wybrzeża Kości Słoniowej, a w 2000 roku wywalczył z nim mistrzostwo Wybrzeża Kości Słoniowej.
W 2000 roku Etouayo wyjechał do Francji. Pierwszym klubem Kongijczyka w tym kraju był FC Rouen. Następnie występował w Évreux AC (2001-2002) i Jura Sud Football (2003).

## Kariera reprezentacyjna
W reprezentacji Konga Etouayo zadebiutował 16 października 1994 w przegranym 2:3 meczu kwalifikacji do Pucharu Narodów Afryki 1996 ze Sierra Leone, rozegranym we Freetown. W 2000 roku został powołany do kadry na Puchar Narodów Afryki 2000. Na tym turnieju był rezerwowym bramkarzem i nie rozegrał żadnego spotkania. Od 1994 do 2001 wystąpił w kadrze narodowej 5 razy.